# Meursault
Meursault is een gemeente in het Franse departement Côte-d'Or (regio Bourgogne-Franche-Comté) en telt 1566 inwoners (2008). De plaats maakt deel uit van het arrondissement Beaune en ontleent haar naam waarschijnlijk aan de kloof tussen de Côte de Meursault en de Côte de Beaune. Deze kloof wordt in het Latijn Muris Saltus (rattensprong) genoemd, waaruit de huidige naam Meursault is ontstaan.
Het dorp is vooral bekend door de uitstekende wijngaarden, met chardonnaydruiven die Côte de Beaune voortbrengen. Meursault telde op 1 januari 2022 1.376 inwoners.

## Geografie
De oppervlakte van Meursault bedroeg op 1 januari 2022 16,22 vierkante kilometer; de bevolkingsdichtheid was toen 84,8 inwoners per km².
De onderstaande kaart toont de ligging van Meursault met de belangrijkste infrastructuur en aangrenzende gemeenten.

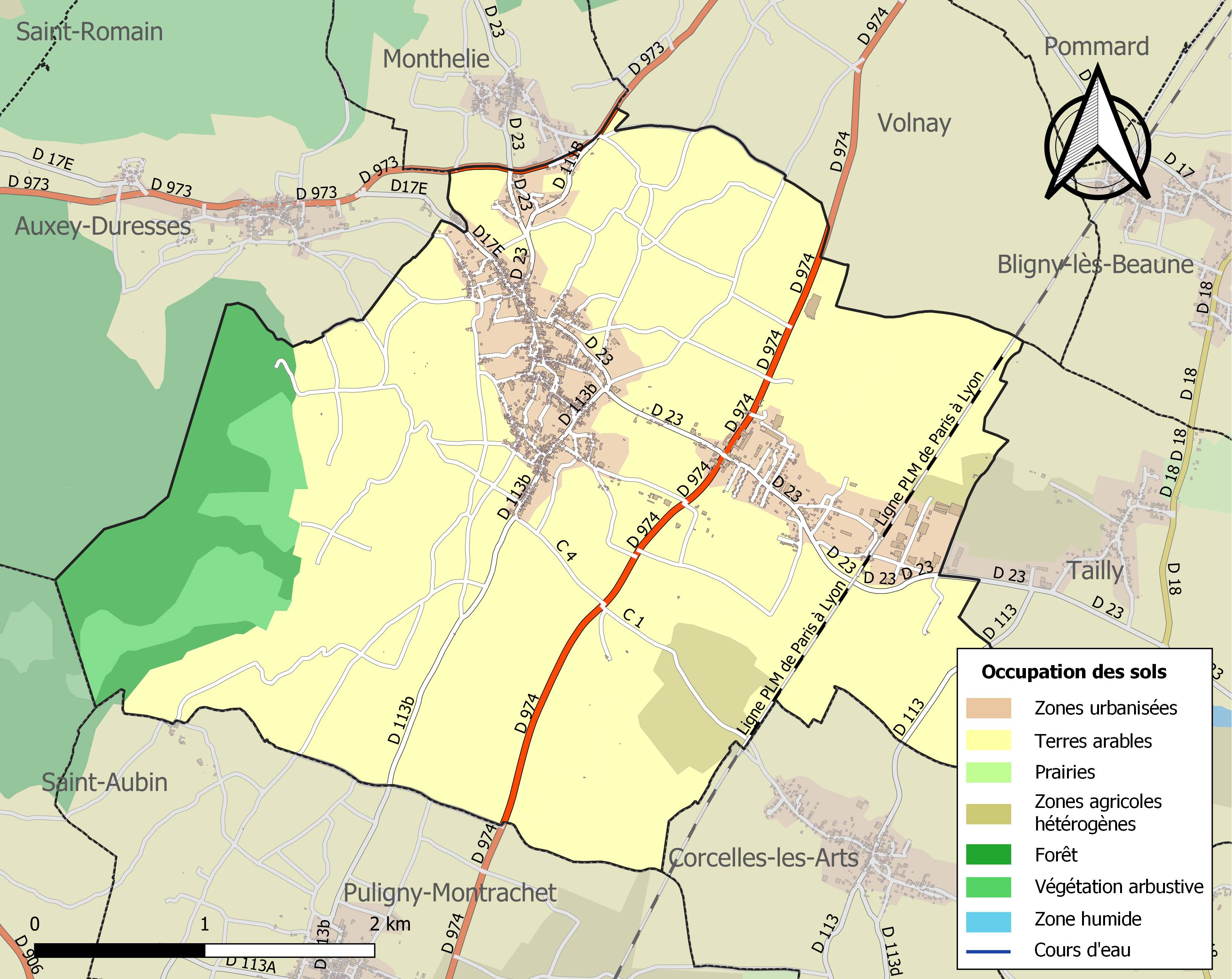

## Demografie
Onderstaande figuur toont het verloop van het inwonertal (bron: INSEE-tellingen).

## Afbeeldingen

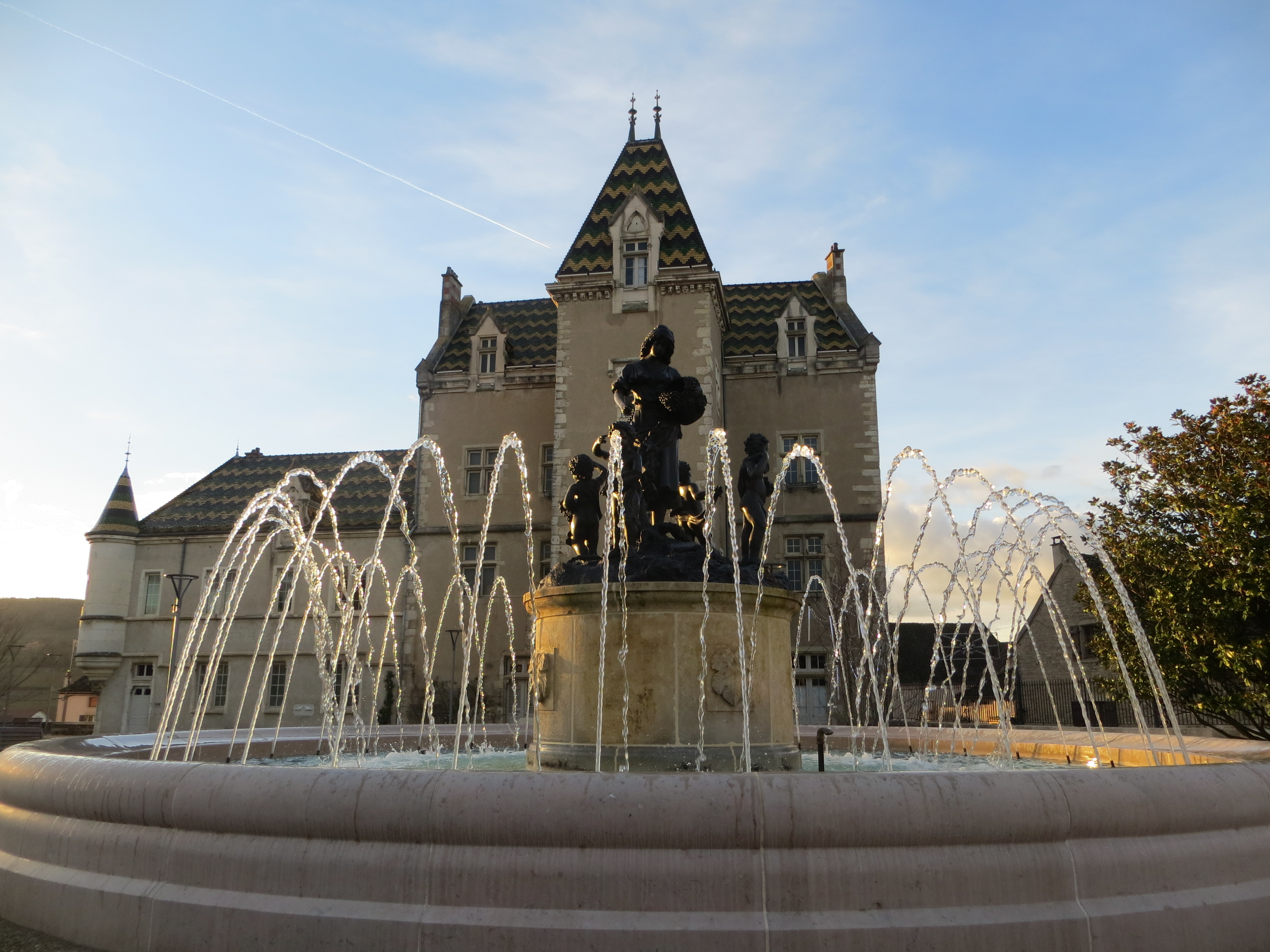
Gemeentehuis
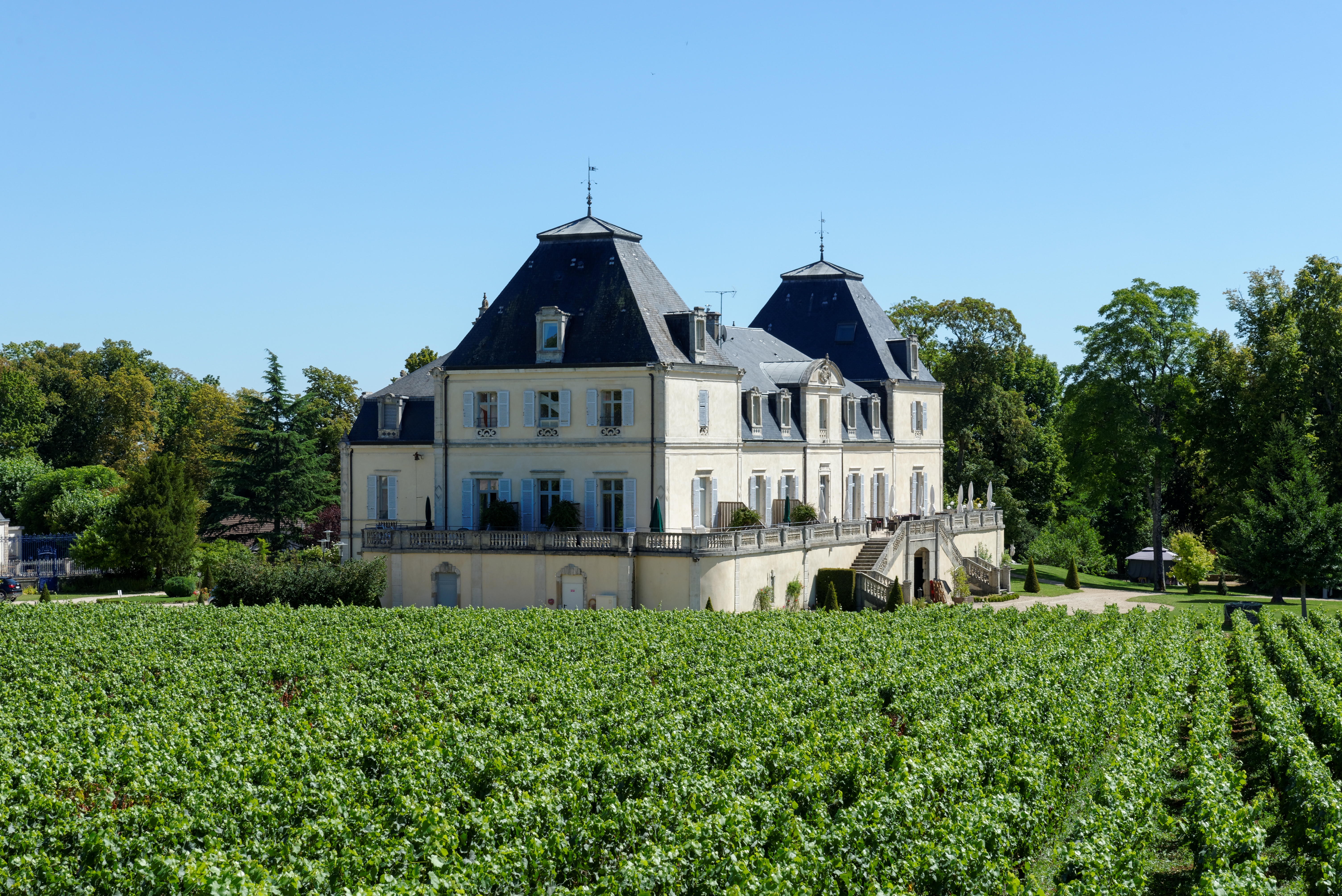
Wijngaarden van Château de Cîteaux
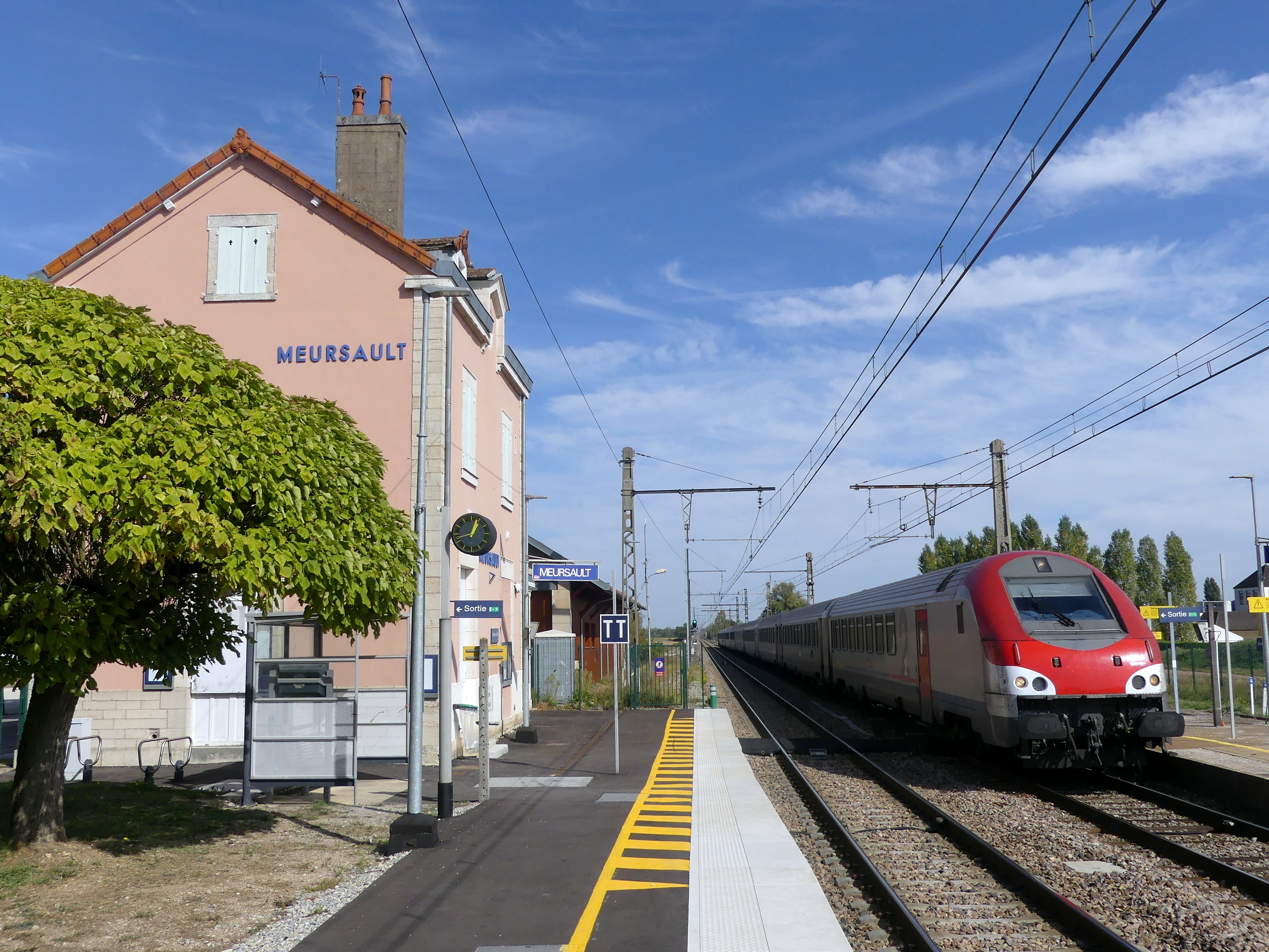
Station